# Ida Mechlenborg Krum
Ida Mechlenborg Krum (født 21. marts 2004 i Fredericia) er en cykelrytter fra Danmark, der senest kørte for Team Torelli. 

## Karriere
Som medlem af Fredericia Triathlon Team begyndte Ida Mechlenborg Krum at dyrke bane- og landevejscykling i 2019. Før det dyrkede hun ridning og triatlon.
Fra 2000 begyndte hun at deltage i løb for Cykling Odense, og i 2021 blev hun medlem af Give Cykelklubs elitejuniorteam. Samtidig blev hun en del af det danske bruttolandshold i bane- og landevejscykling. Her deltog hun ved EM i banecykling og VM i landevejscykling.
Fra starten af 2022-sæsonen forlod hun Give Cykelklub, og blev en del af Cykling Odenses eliteteam Team Nyt Syn powered by Fialla. I juni samme år vandt hun bronze ved DM i landevejscykling i både enkeltstart og linjeløb for juniorer.
Da 2023 begyndte havde Ida Krum skiftet til hollandske Grouwels-Watersley R&D Road Team.